# Jumillera hypophlaea
Jumillera hypophlaea är en svampart som först beskrevs av Berk. & Ravenel, och fick sitt nu gällande namn av J.D. Rogers, Y.M. Ju & F. San Martín 1997. Jumillera hypophlaea ingår i släktet Jumillera och familjen kolkärnsvampar.   Inga underarter finns listade i Catalogue of Life.